# Kuzkî, Konotop
Kuzkî (în ucraineană Кузьки) este localitatea de reședință a comunei Kuzkî din raionul Konotop, regiunea Sumî, Ucraina.

## Demografie
Componența lingvistică a localității Kuzkî
     Ucraineană (97,09%)
     Rusă (2,05%)
     Alte limbi (0,86%)
Conform recensământului din 2001, majoritatea populației localității Kuzkî era vorbitoare de ucraineană (97,09%), existând în minoritate și vorbitori de rusă (2,05%).